# ذا كينغ أوف فايترز 12
ذا كينغ أوف فايترز 12 (بالإنجليزية: The King of Fighters XII)‏، هي لعبة قتال طورتها ونشرتها إس إن كي، وتعتبر اللعبة الثانية عشر في سلسلة ذا كينغ أوف فايترز، أصدرت لأول مرة على صالة الآركيد في أبريل 2009، وصدرت على منصتي بلاي ستيشن 3 وإكس بوكس 360 في 28 يوليو 2009.

## اللعب
تستخدم اللعبة، نظام الفريق المعتاد 3 ضد 3 حيث تتكون كل معركة من ما يصل إلى خمس جولات. ومع ذلك، تمت إزالة نظام التحول التكتيكي من ذا كينغ أوف فايترز 2003. كما تقدم اللعبة، نظام "الرد النقدي". أثناء المباراة ، سيتم ملء شريط أسفل حيوية اللاعب. عندما يمتلئ ويوجه اللاعب لكمة قوية كرد، تدخل الشخصية في وضع العداد الحرج حيث يكون لدى اللاعب فترة قصيرة من الوقت يمكن خلالها لشخصيته ربط هجمات متعددة معًا. وبمجرد انتهاء الفترة الزمنية للرد الحرج، يمكن للاعب الانتهاء بحركة خاصة. وتسمح ميزة "هجوم الحراسة" الجديدة للمقاتل باعتراض وضرب ضربة الخصم القادم بدون ضرر (حتى حركات اليأس يمكن صدها في هذا الموضة). وأخيرًا، يوجد أيضًا نظام "اشتباك" (يُسمى "سوساي" أو "الطريق المسدود") حيث في كل مرة تهبط الشخصيات على بعضها البعض بتوقيت متطابق، سيولد المحرك تأثير "كسر" ويدفع الشخصيات بعيدًا عن بعضها البعض إلى موقف محايد، كما حدث مع The King of Fighters '98 وThe King of Fighters 2002، فإن اللعبة لا تحتوي على قصة، مما يسمح بعودة عدة شخصيات حسب مكانتها في السلسلة. بالإضافة إلى ذلك، هناك ليست فرقًا رسمية، مما يسمح لك بإنشاء أي فريق لاستخدامه. لا يزال بإمكان اللاعبين الاندفاع والرجوع إلى الخلف وتنفيذ الرميات أثناء تهربهم. يمكنك الآن تنفيذ Guard Breaks من الألعاب السابقة في أي وقت.

## الشخصيات
- إيوري ياجامي
- آش كريمسون
- كيو كوساناغي